# Westport Island
Westport Island ist eine Town im Lincoln County des Bundesstaates Maine in den Vereinigten Staaten. Im Jahr 2020 lebten dort 719 Einwohner in 540 Haushalten auf einer Fläche von 36,88 km².

## Geographie
Nach dem United States Census Bureau hat Westport Island eine Gesamtfläche von 36,88 km², von der 22,82 km² Land sind und 14,06 km² aus Gewässern bestehen.

### Geografische Lage
Westport Island liegt im Südwesten des Lincoln Countys auf einer Insel im Atlantischen Ozean. Diese Insel heißt wie die Town Westport Island, sie wurde auch Jeremisquam Island genannt. Entlang der westlichen Küste der Town fließt der Black River, entlang der östlichen Küste der Sheepscot River. Im Westen grenzt das Sagadahoc County an. Die Oberfläche ist eben, ohne nennenswerte Erhebungen.

### Nachbargemeinden
Alle Entfernungen sind als Luftlinien zwischen den offiziellen Koordinaten der Orte aus der Volkszählung 2010 angegeben.
- Nordosten: Edgecomb, 9,0 km
- Osten: Boothbay, 15,2 km
- Südosten: Southport, 11,4 km
- Süden: Georgetown, Sagadahoc County, 23,2 km
- Südwesten: Arrowsic, Sagadahoc County, 8,9 km
- Westen: Woolwich, Sagadahoc County, 7,7 km
- Nordwesten: Wiscasset, 11,4 km

### Stadtgliederung
In Westport Island gibt es mit Westport ein Siedlungsgebiet.

### Klima
Die mittlere Durchschnittstemperatur in Westport Island liegt zwischen −6,8 °C (20 °Fahrenheit) im Januar und 20,6 °C (69 °Fahrenheit) im Juli. Damit ist der Ort gegenüber dem langjährigen Mittel der USA um etwa 6 Grad kühler. Die Schneefälle zwischen Oktober und Mai liegen mit bis zu zweieinhalb Metern mehr als doppelt so hoch wie die mittlere Schneehöhe in den USA; die tägliche Sonnenscheindauer liegt am unteren Rand des Wertespektrums der USA.

## Geschichte
Westport Island wurde am 5. Februar 1828  als eigenständige Town organisiert. Zuvor war die Insel unter dem Namen Jeremisquam bekannt und gehörte zum Gebiet der Town Edgecomb. Bereits im 17. Jahrhundert erreichten europäische Entdecker das Gebiet und im Jahr 1649 soll John Richards die Insel vom Sagamore Robinhood gekauft haben.
Im Norden von Westport Island sind Überreste einer Erdbefestigung zu finden, die während des Krieges von 1812 errichtet wurde. Die Befestigung trug den Namen Fort McDonough.
George Davie Wiscasset erwarb im Jahr 1734 von drei Indianern der Abenaki Land, welches auch die Insel Westport umfasste. Nach dem Ende der Indianerkriege begann ab 1750 die Besiedlung des Gebietes. Es kam zu Rechtsstreitigkeiten zwischen einer Gruppe Bostoner Investoren, den Wiscasset Proprietors, die das Gebiet von Wiscassets Enkelin erworben hatten und den Eignern eines Grants der Plymouth Colony, den Kennebec Proprietors. Als diese beigelegt wurden, erhielten die Kennebec Proprietors das Gebiet um Wiscasset und die Wiscasset Proprietors bekamen die Insel Jeremysquam.

### Einwohnerentwicklung
| Volkszählungsergebnisse – Town of Westport Island, Maine | Volkszählungsergebnisse – Town of Westport Island, Maine | Volkszählungsergebnisse – Town of Westport Island, Maine | Volkszählungsergebnisse – Town of Westport Island, Maine | Volkszählungsergebnisse – Town of Westport Island, Maine | Volkszählungsergebnisse – Town of Westport Island, Maine | Volkszählungsergebnisse – Town of Westport Island, Maine | Volkszählungsergebnisse – Town of Westport Island, Maine | Volkszählungsergebnisse – Town of Westport Island, Maine | Volkszählungsergebnisse – Town of Westport Island, Maine | Volkszählungsergebnisse – Town of Westport Island, Maine |
| Jahr                                                     | 1800                                                     | 1810                                                     | 1820                                                     | 1830                                                     | 1840                                                     | 1850                                                     | 1860                                                     | 1870                                                     | 1880                                                     | 1890                                                     |
| -------------------------------------------------------- | -------------------------------------------------------- | -------------------------------------------------------- | -------------------------------------------------------- | -------------------------------------------------------- | -------------------------------------------------------- | -------------------------------------------------------- | -------------------------------------------------------- | -------------------------------------------------------- | -------------------------------------------------------- | -------------------------------------------------------- |
| Einwohner                                                |                                                          |                                                          |                                                          | 554                                                      | 655                                                      | 761                                                      | 798                                                      | 699                                                      | 612                                                      | 451                                                      |
| Jahr                                                     | 1900                                                     | 1910                                                     | 1920                                                     | 1930                                                     | 1940                                                     | 1950                                                     | 1960                                                     | 1970                                                     | 1980                                                     | 1990                                                     |
| Einwohner                                                | 330                                                      | 284                                                      | 165                                                      | 108                                                      | 111                                                      | 146                                                      | 133                                                      | 228                                                      | 420                                                      | 663                                                      |
| Jahr                                                     | 2000                                                     | 2010                                                     | 2020                                                     | 2030                                                     | 2040                                                     | 2050                                                     | 2060                                                     | 2070                                                     | 2080                                                     | 2090                                                     |
| Einwohner                                                | 745                                                      | 718                                                      | 719                                                      |                                                          |                                                          |                                                          |                                                          |                                                          |                                                          |                                                          |

## Kultur und Sehenswürdigkeiten

### Bauwerke
In Westport Island wurden mehrere Bauwerke unter Denkmalschutz gestellt und ins National Register of Historic Places aufgenommen.
- Josiah K. Parsons Homestead, 1982 unter der Register-Nr. 82000770.[10]
- Squire Tarbox House, 1985 unter der Register-Nr. 85000725.[11]
- Union Meeting House, (Former), 2002 unter der Register-Nr. 02000786.[12]
- Westport Community Church, 2002 unter der Register-Nr. 02000784.[13]

## Wirtschaft und Infrastruktur

### Verkehr
Die Maine State Route 144 verläuft in nordsüdlicher Richtung durch Westport Island. Auf die Insel gelangt man über eine Brücke vom benachbarten Wiscasset.

### Öffentliche Einrichtungen
Es gibt keine medizinischen Einrichtungen oder Krankenhäuser in Westport Island. Die Bewohner der Town können die Einrichtungen in Boothbay Harbor, Bath oder Damariscotta nutzen.
In Westport Island befindet sich die Little Free Library in der Bay Shore Rd.

### Bildung
Westport Island gehört mit Alna, Chelsea, Palermo, Somerville, Windsor und Whitefield zum Schulbezirk Sheepscot Valley RSU 12.
Im Schulbezirk werden folgende Schulen angeboten:
- Chelsea Elementary School in Chelsea, mit Schulklassen vom Kindergarten bis 8. Schuljahr
- Palermo Consolidated School in Palermo, mit Schulklassen vom Kindergarten bis 8. Schuljahr
- Somerville Elementary School in Somerville, mit Schulklassen von Pre-Kindergarten bis 6. Schuljahr
- Whitefield Elementary School in Whitefield, mit Schulklassen vom Kindergarten bis 8. Schuljahr
- Windsor Elementary School in Windsor, mit Schulklassen vom Pre-Kindergarten bis 5. Schuljahr

## Persönlichkeiten

### Söhne und Töchter der Stadt
- William M. Garland (Unternehmer) (1866–1948), Unternehmer, Grundstücksmakler, Mitglied des Internationalen Olympischen Komitees